# Fahrradfederung
Die Fahrradfederung ist eine Fahrzeugfederung, die dazu dient, Radfahrer und Fahrrad vor Stößen und Schwingungen im Kontakt mit dem Untergrund zu schützen. Am häufigsten sind Fahrradfederungen bei Mountainbikes und Hybridrädern (E-Mountainbikes).
Auch bei ungefederten Fahrrädern fangen Bereifung, Gabeln und Rahmen einen Teil der Stöße und Vibrationen auf und wirken durch Eigenbiegung („flexen“) dämpfend. Solche Festkörpergelenke können mit frei beweglichen Lagern und zusätzlichen Federn ergänzt werden. Die Federung kann am Vorderrad, am Hinterrad oder an der Sattelstütze angebracht sein. Räder, die nur über eine Federung am Vorderrad verfügen, nennt man Hardtails. Zusätzlich am Hinterrad gefederte Räder werden als „vollgefedert“ (engl. Fully / full suspension) bezeichnet. Räder mit Hinterradfederung sind meist vollgefedert. Ungefedert sind grundsätzlich Rennräder, Crosser, Triathlonräder oder Eingangräder (Fixed Gear).
Ein Fahrrad mit Federung bietet einen höheren Fahrkomfort, besonders auf unbefestigtem Untergrund und schlechten Straßen. Es hat zusätzlich eine höhere Traktion und eine erhöhte Fahrsicherheit, da die Räder häufiger und konstanter Kontakt zum Untergrund haben. Nachteilig sind das höhere Gewicht, der höhere Anschaffungspreis und ein größerer Wartungsaufwand.

## Geschichte

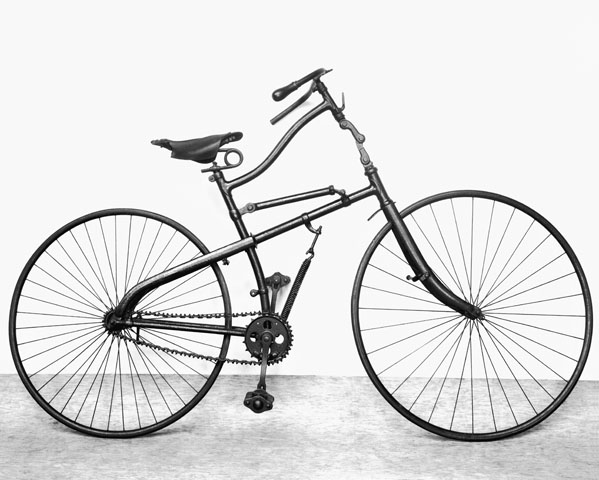
1885 Whippet

Beim Übergang vom Hochrad zum Sicherheitsniederrad wurde nach Möglichkeiten gesucht, den geringeren Fahrkomfort infolge der Verkleinerung der Räder zu verbessern. 1885 erschien das Whippet der Marke Safety Bicycle, das bereits einfache Federkonstruktionen nutzte, um den Rahmen zu federn.
1985 entwickelte Horst Leitner einen Mountainbike-Prototyp mit dem später nach ihm benannten und patentierten Horst-Link, der ersten Form des klassischen Viergelenkers. Ein von Leitner gegründetes Unternehmen namens AMP begann, vollgefederte Mountainbikes herzustellen. 1990 stellte AMP die erste komplett unabhängige Wippe im Hinterbausystem für Mountainbikes vor.

## Federung des Hinterrads

### Allgemeines

#### Federung und Dämpfung
Das hintere Federelement wird umgangssprachlich meist als „Dämpfer“ bezeichnet, obwohl es sich grundsätzlich um ein kombiniertes Federbein mit Feder und Stoßdämpfer in einer Einheit handelt. Über dieses Federbein stützt sich das Hinterrad über den drehbar gelagerten Hinterbau federnd am Rahmen ab.
Als eigentliche Fahrwerksfeder wird entweder eine stählerne Schraubenfeder (engl. coil) – meist bei Rädern mit viel Federweg – oder bei weniger Federweg als Luftfeder realisiert. Beim sogenannten Luftdämpfer wird die Federwirkung mit Luft erzielt. Eine von der Federung unabhängige Dämpfung regelt die Ein- und Ausfedergeschwindigkeit der Federung und funktioniert bei allen hochwertigen Federelementen im Mountainbike-Bereich hydraulisch, oftmals ist das Dämpferverhalten in der Zug- und Druckstufe einstellbar. Hochwertige Federelemente erlauben oft, Federbewegungen mittels „Überdämpfung“ gezielt zu blockieren, um beim Pedalieren unerwünschtes Aus- und Einfedern zu unterbinden (engl. lock out).

#### Federweg
Der Federweg beschreibt, welcher Arbeitsweg für die Laufräder insgesamt in Bezug auf den Rahmen zur Verfügung steht. Federwege im Downhill-Sport betragen ca. 200 Millimeter, im „All Mountain (Enduro)“-Sport 140 bis 180 mm und im Cross-Country-Sport etwa 80 bis 120 mm. Der Negativfederweg (engl. sag) ist der Weg, den die Gabel bei statischer Belastung allein durch das Gewicht des Fahrers bei ruhigem Sitzen im Sattel eintaucht. Es ist der Weg, den Gabel und Federbein – etwa beim Überfahren einer Bodenwelle – noch ausfedern können, ohne dass die Reifen den Bodenkontakt verlieren.

#### Federhärte
Die Federhärte ist ein Maß für die Einfedertiefe bei gleichem Fahrergewicht. Bei Stahlfedergabeln/-dämpfern ist eine Anpassung der Federhärte nur begrenzt über deren Vorspannung oder eine Luftunterstützung möglich. Ansonsten ist der Austausch der Feder erforderlich: Schwere Fahrer benötigen härtere Federn als leichte. Bei Luftfedergabeln/–dämpfern lässt sich die Federhärte sehr viel einfacher durch Variieren des Luftdrucks mit Hilfe einer Pumpe anpassen: Mehr Druck entspricht einer härteren Feder. Durch die Federhärte lässt sich der gewünschte Negativfederweg mit dem Fahrergewicht abstimmen.

### Bauformen
Für den Hinterbau existieren zahlreiche Bauformen, die sich in ihrer Kinematik, ihrer Masse und im Preis unterscheiden.

#### Eingelenker

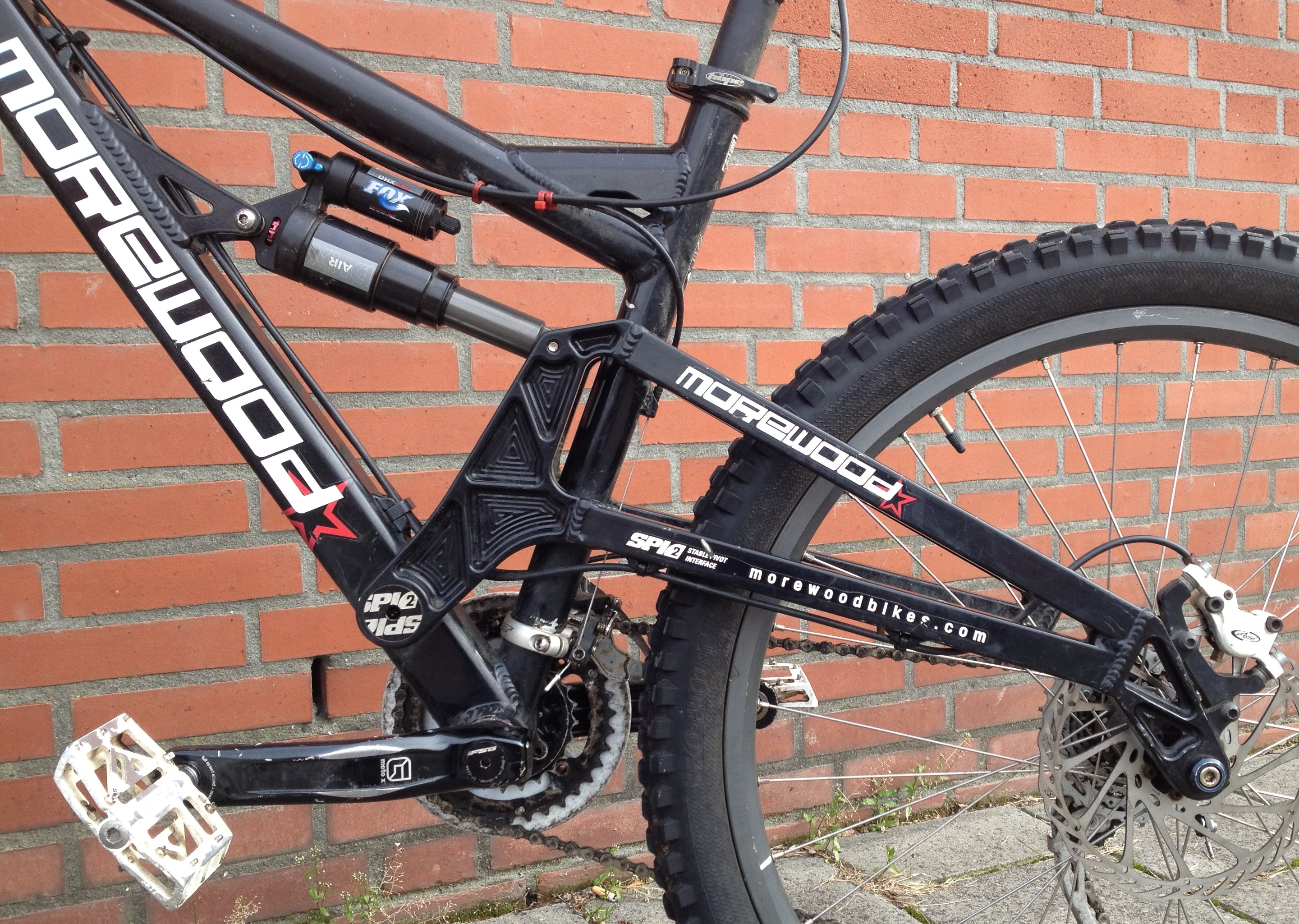
Eingelenker 2008 Morewood 160mm

Beim Eingelenker handelt es sich um die einfachste Bauweise. Die Hinterachse des Fahrrads ist mit einem zentralen Gelenklager mit dem Fahrradrahmen verbunden. Um dieses Gelenk bewegt sich der komplette Hinterbau auf einem Kreisbogen hin und her. Das Gelenk befindet sich meist in der Nähe des Tretlagers. Kettenstrebe und Ausfallenden sind fest verbunden.
Der Impuls überträgt sich ohne Widerstand über das Gelenk, was den Dämpfer sehr sensibel macht, jedoch auch anfällig beim Wiegetritt, wenn der Fahrer nicht im Sattel sitzt: Dadurch können zusätzliche seitliche Kräfte entstehen, die dem Dämpfer schaden. Für die Bezeichnung Eingelenker werden weitere Gelenke nicht gezählt, wenn diese nur zur Abstützung seitlicher Kräfte dienen (abgestützter Eingelenker/Mehrgelenker). Aufgrund der sehr einfachen Bauweise nutzen viele Hersteller diesen Typ als billige Grundplattform.

#### Viergelenker

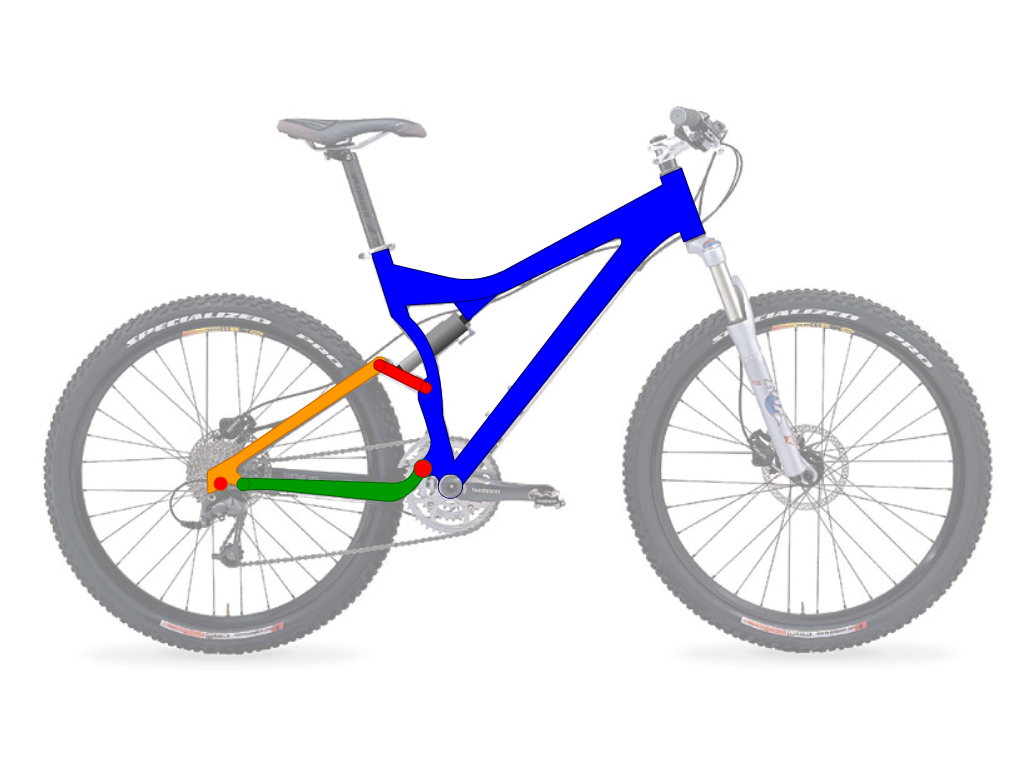
Viergelenker

Die Hinterachse ist mit zwei Gelenken mit dem Rahmen verbunden, wobei ein Gelenk zwischen Kettenstrebe und Ausfallenden liegt, das sogenannte Horst-Link. Die restlichen Gelenke dienen der Abstützung. Dadurch federt das Hinterrad in einer gleichmäßigeren geraden Bewegung ein. Zudem verringern sich die Einflüsse von Antrieb und Bremsen auf den Hinterbau durch die weiteren Lager. Dagegen entstehen durch jedes weitere Lager höhere Kosten und Gewicht sowie größerer Verschleiß.
Der Fahrradhersteller Specialized eignete sich einige Patente von Leitner an, die er für seinen bekannten FSR-Hinterbau nutzte. Viele Unternehmen erwarben die Lizenz an diesem Design. Europäische Firmen wie Cube und Scott benutzten das gleiche Design, konnten es aber bis 2013 aufgrund der Patentrechte nicht auf dem US-amerikanischen Markt verbreiten. Norco Bicycles, ein kanadischer Radhersteller, erwarb ebenfalls das Design von Specialized, entwickelte es jedoch weiter und führt es seither unter dem Namen Advanced Ride Technology (ART)

#### VPP-Hinterbau

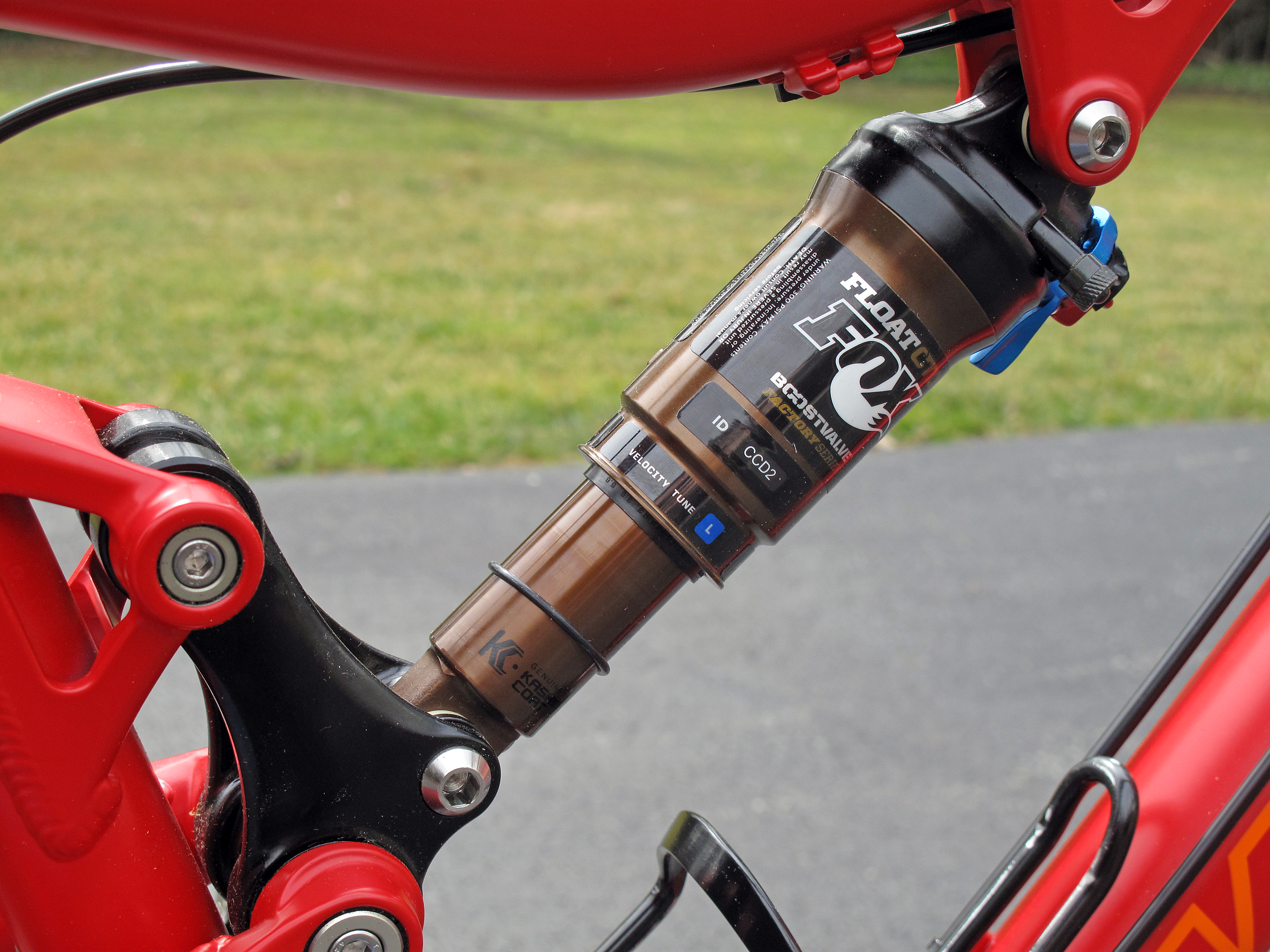
VPP Hinterbau Santa Cruz

VPP (Virtual Pivot Point) bedeutet so viel wie „virtueller Drehpunkt“. Zwischen Kettenstrebe und Rahmen liegen zwei Lager dicht beieinander. Dadurch entsteht ein imaginärer Drehpunkt, um den sich das Hinterrad beim Einfedern dreht. Zwei weitere Lager befinden sich an der Dämpferanlenkung. Diese Bauweise reduziert das Wippen beim Pedalieren im Wiegetritt auf ein Minimum.

## Federung des Vorderrads
Die Federung des Vorderrads wird über eine Federgabel (Gegenteil: Starrgabel) ausgeführt. Seit den 1990er-Jahren sind Vorderradfederungen stärker verbreitet. Als Bauformen finden sich v. a.
- Teleskopgabel
- Parallelogrammgabel
- Federung im Gabelschaftrohr

Die Federung erfolgt entweder über Stahlfedern, Elastomere oder eine Luftfederung. Für eine Dämpfung der bei der Federung auftretenden Schwingungen wird meist ein Öldämpfer verwendet. Daneben gibt es luftgedämpfte Gabeln und Reibungsdämpfungen.